# ОШ „Моша Пијаде” Жагубица
ОШ „Моша Пијаде” у Жагубици, седишту општине Жагубица, државна је установа основног образовања.

## Историјат школе
Школа у Жагубици је најстарија школа у општини Жагубица која је почела са радом 1836. године. Прво место рада школе није било у самој Жагубици, већ код Тршке цркве у старом насељу Трг, данас Милатовац, који је у то време био центар Хомоља.
Развојем насеља Жагубица у економском и политичком погледу и на основу сагласности свих села среза хомољског и предлога начелника среза Михајла Раичевића, Попечитељство Србије дана 12. фебруара 1845. године даје сагласност да се постојећа школа код Тршке цркве премести у насеље Жагубица.
Из извештаја Петра Радовановића од 20. новембра 1836. године о раду свих школа Србије, види се да је први учитељ у Жагубици био Ђорђе Поповић родом из Стејановаца (Срем) који је радио са 12 ученика за награду од 20 гроша за годину дана. Школа је била једина у срезу хомољском све до 1852. године. У то време примала је ученике са целе територије среза, па је с правом називана „Хомољска школа”. Развојем насеља и повећањем броја ученика, школа је имала за потребу изградњу прве школске зграде, која је подигнута 1906. године.
Школске 1946/1947. године формирана је прва државна прогимназија која ће 1950. године прерасти у осмогодишњу школу. Садашња постојећа школска зграда је грађена у три фазе: 1967, 1971. и доградња спрата 1985. године.

## Школа данас
Основна Школа „Моша Пијаде“ у Жагубици покрива још и седам одвојених одељења и то: Суви До, Изварица, Рибаре, Осаница, Јошаница, Вуковац и Милатовац. 

## Награде и признања
За све досадашње постигнуте резултате у образовно-васпитном раду и друштвеним активностима школа је добила: Похвалницу „25. септембар“ од СО Жагубица, Плакету СУБНОР-а Југославије, Орден заслуга за народ са сребрним зрацима од председништва СФРЈ, као и многобројна друга признања и награде која красе дечије витрине и школске просторије.